# جوردن هوارد
جوردن هوارد (بالإنجليزية: Jordan Howard)‏ هو لاعب كرة قدم أمريكية أمريكي، ولد في 2 نوفمبر 1994 في غاردنديل في الولايات المتحدة.

## وصلات خارجية
- جوردن هوارد على موقع مرجع كرة القدم المحترفة.كوم (الإنجليزية)
- جوردن هوارد على موقع كلية كرة القدم في سبورتس رفرنس.كوم (الإنجليزية)